# 小槻顕衡
小槻 顕衡（おづき の あきひら、生年不詳 - 永仁6年11月11日〈1298年12月15日〉）は、鎌倉時代の官人。初名は顕泰。左大史・小槻有家の子。官位は正五位上・左大史。

## 経歴
後嵯峨院政期に主殿頭を務めたほか、後嵯峨上皇・後深草上皇に上北面として仕えた。弘安3年（1280年）父の有家が没するが、直ちに大夫史を継ぐことはできず、弘安6年（1283年）になって左大史に任ぜられ、大宮流の小槻秀氏とともに大夫史に並んでいる。亀山院政期末の弘安9年（1286年）12月に園城寺との争いに伴って顕衡と秀氏がともに解任され、秀氏の従兄弟にあたる順任が大夫史となるが、翌弘安10年（1287年）2月には顕衡は秀氏とともに大夫史に還任された。
正応5年（1292年）秀氏が没するが、その子息の益材が秀氏に先んじて没していたために壬生流の顕衡が単独で大夫史を占める。修理東大寺大仏長官・記録所寄人を務めたほか、能登介を兼国した。また、関白・二条師忠の文殿衆や関白・鷹司兼忠の政所別当なども務めている。
永仁6年（1298年）11月11日卒去。大夫史の地位は子息の統良が継いだ。

## 官歴
- 時期不詳：院昇殿[3]
- 弘長4年（1264年） 正月15日：見主殿頭
- 弘安5年（1282年） 4月：参本院上北面[4]。4月29日：参新院上北面[4]
- 弘安6年（1283年） 9月9日：見左大史[5]
- 弘安7年（1284年） 2月16日：叙位[6]
- 弘安9年（1286年） 日付不詳：顕泰から顕衡に改名。12月14日：解左大史[6]
- 弘安10年（1287年） 2月1日：還任左大史[6]。11月25日：見記録所開闔[7]
- 正応元年（1288年） 6月26日：見関白二条師忠文殿衆[6]
- 正応6年（1293年） 正月：兼能登介[4]。3月28日：見修理東大寺大仏長官正五位上行左大史兼能登介[8]。6月1日：見記録所寄人[6]
- 永仁6年（1298年） 11月11日：卒去[9]

## 系譜
『系図纂要』による。
- 父：小槻有家
- 母：滋野宗平の娘
- 妻：家女房
  - 男子：小槻光世
- 妻：中原行範の娘
  - 男子：小槻統良（?-1300）
- 生母不詳の子女
  - 男子：小槻為員
  - 男子：澄雲